# ورخنیه آوریوزوو
ورخنیه آوریوزوو (به لاتین: Verkhneye Avryuzovo) یک منطقهٔ مسکونی در روسیه است که در باشقیرستان واقع شده‌است.